# آرثر توماس درينكووتر
آرثر توماس درينكووتر (بالإنجليزية: Arthur Thomas Drinkwater)‏ هو عسكري أسترالي، ولد في 3 فبراير 1894 في Queenscliff, Victoria ‏ في أستراليا، وتوفي في 1972 في كوينزلاند في أستراليا.